# ヴォルシャ
ヴォルシャ（ヴォールシャ；ベラルーシ語:Во́ршаヴォールシャ; オルシャ、オールシャ；ロシア語:О́ршаオールシャ；オルシャ；ポーランド語:Orszaオールシャ）は、ベラルーシにある人口124,300人（1999年1月1日）の都市である。アルシツァ川やドニャプロ川（ドニエプル川）といった川や、ミンスクとモスクワの間を結ぶ鉄道が市域を通過している。

## 歴史
帝政ロシア時代にはマヒリョウ県に属し、1880年には837戸あり、そのうち431戸がユダヤ人であり、一つのシナゴーグと10の祈りの家があった。1897年には人口は13,161人で、そのうち約7,000人がユダヤ人だった。

## 有名な出身者
- レフ・ヴィゴツキー - 心理学者
- アブラハム・ドブ・ベール・ベン・ソロモン　Abraham Dob Baer ben Solomon - 18世紀のラビ（）